# Hua Sai
Hua Sai (em tailandês: อำเภอหัวไทร) é um distrito da província de Nakhon Si Thammarat, no sul da Tailândia. É um dos 23 distritos que compõem a província. Sua população, de acordo com dados de 2012, era de 66 912 habitantes, e sua área territorial é de 417,733 km².
O distrito foi criado em 1904.